# 奈落の花
「奈落の花」（ならくのはな）は、島みやえい子の2枚目のシングル。2007年8月22日にフロンティアワークスから発売された。

## 概要
前作『ひぐらしのなく頃に』から約1年3ヶ月ぶりのリリース。
表題曲「奈落の花」がオープニングテーマとなっているアニメ『ひぐらしのなく頃に解』は、前作『ひぐらしのなく頃に』の解答編となることから、曲を逆再生させると「ひぐらしのなく頃に」の前奏部分の一部の音が聞こえたり、曲の出だしと終わりが逆再生させていない時とほぼ同じだったりと、かなり凝った作りになっている。
表題曲のタイトルに含まれる「奈落」とは、ヒンディー語で地獄を意味する「नरक」（ナラク）に由来する。

## 収録曲
1. 奈落の花 [4:59]
作詞：島みやえい子、作曲：中沢伴行、編曲：中沢伴行・尾崎武士
2. FLOW [4:37]
作詞・作曲：島みやえい子、編曲：SORMA No.1
3. 奈落の花（instrumental）
4. FLOW（instrumental）

## タイアップ
| 曲名     | タイアップ                                                       |
| -------- | ---------------------------------------------------------------- |
| 奈落の花 | テレビアニメ『ひぐらしのなく頃に解』オープニングテーマ           |
| 奈落の花 | 文化放送『ひぐらしのなく頃に解〜夜更かし編〜』オープニングテーマ |

## 収録アルバム
| 曲名     | 収録アルバム                          | 備考                                                     |
| -------- | ------------------------------------- | -------------------------------------------------------- |
| 奈落の花 | ひかりなでしこ                        | 2作目のオリジナルアルバム。                              |
| 奈落の花 | ひぐらしのなく頃に解 サウンドトラック | テレビアニメ『ひぐらしのなく頃に解』のサウンドトラック。 |